# Tjyckgrunden
Tjyckgrunden är en ö i Finland. Den ligger i Norra kvarken och i kommunen Malax i den ekonomiska regionen  Vasa i landskapet Österbotten, i den västra delen av landet. Ön ligger omkring 34 kilometer väster om Vasa och omkring 380 kilometer nordväst om Helsingfors. 
Öns area är 4,6 hektar och dess största längd är 400 meter i nord-sydlig riktning.